# Paolo Medolaghi
Paolo Medolaghi (Firenze, 24 novembre 1873 – Roma, 8 luglio 1950) è stato un matematico e politico italiano.

## Biografia
Medolaghi nacque a Firenze il 24 novembre 1873 da Salvatore e Clarice Siccoli. Frequentò l'Università di Roma, dove si laureò a pieni voti in matematica il 22 giugno 1895 con una tesi sui problemi di integrazione dei sistemi di equazioni alle derivate parziali, trattati con il metodo di Lie. Tra il 1897 e il 1899 pubblicò dieci lavori sulla teoria dei gruppi continui infiniti, alla quale diede contributi molto importanti, e uno sulle applicazioni della teoria dei gruppi alla geometria differenziale.
Il 14 dicembre 1900 l'università gli concesse la libera docenza in calcolo infinitesimale.
Nel 1898 divenne vicesegretario al Ministero del Tesoro. L'anno seguente fu posto a capo dell'ufficio attuariale della neonata Cassa nazionale di previdenza per l’invalidità e la vecchiaia degli operai, di cui diverrà vicedirettore generale nel 1902.
Nel 1907 pubblicò il suo ultimo lavoro di analisi, interessandosi successivamente di calcolo delle probabilità e di teoria del rischio.
Tra il 1923 e il 1936 ricoprì l'incarico di direttore generale della Cassa nazionale, che per volere del regime aveva assunto la denominazione di Istituto nazionale fascista per la previdenza sociale (INFPS).
Nel frattempo si iscrisse al Partito Fascista, il 21 aprile 1926.
Nel dicembre 1937 venne chiamato a ricoprire la cattedra di Economia e finanza delle imprese di assicurazioni presso la Facoltà di Economia e Commercio. Collocato a riposo per raggiunti limiti d'età nel 1944 fu poi riassunto fuori ruolo nel 1947.
Fu nominato senatore il 13 giugno 1939 e fu membro della commissione finanze (1940-1943) e membro supplente della Commissione d'appello dell'Alta Corte di Giustizia (1940-1943). Fu iscritto all'Unione Nazionale Fascista del Senato dal 1939.
Nel 1941 fu nominato direttore dell'Istituto di Scienze Assicurative della Facoltà di Scienze Statistiche.
Fu deferito il 7 agosto 1944 alla Alta Corte di Giustizia per le Sanzioni contro il Fascismo per il gruppo di imputazione VI, "Senatori ritenuti responsabili di aver mantenuto il fascismo e resa possibile la guerra sia coi loro voti, sia con azioni individuali, tra cui la propaganda esercitata fuori e dentro il Senato". Il successivo 30 ottobre fu dichiarato decaduto.
Morì a Roma l'8 luglio 1950.